# Anto Đapić
Anto Đapić (ur. 22 sierpnia 1958 w Čaprazlije koło Livna) – chorwacki polityk, prawnik i samorządowiec, poseł do Zgromadzenia Chorwackiego, kandydat w wyborach prezydenckich, w latach 1993–2009 lider Chorwackiej Partii Prawa (HSP).

## Życiorys
Po śmierci matki w wypadku drogowym pracował fizycznie w różnych zawodach. Odbył służbę wojskową w Zaječarze. W 1989 ukończył studia prawnicze na Uniwersytecie w Osijeku, pracował później w prokuraturze. W 1989 brał udział w organizacji struktur Chorwackiej Wspólnoty Demokratycznej w Osijeku. W 1991 przeszedł do nacjonalistycznej Chorwackiej Partii Prawa Dobroslava Paragi, wkrótce obejmując funkcję wiceprzewodniczącego HSP. Krótko był komendantem paramilitarnej partyjnej formacji zbrojnej HOS.
W 1992 po raz pierwszy został wybrany do Zgromadzenia Chorwackiego. Mandat poselski utrzymywał w kolejnych wyborach w 1995, 2000, 2003 i 2007. W 1993 objął stanowisko przewodniczącego Chorwackiej Partii Prawa, wygrywając wytoczone przez kwestionującego jego wybór poprzednika postępowanie sądowe. Ugrupowaniem tym zarządzał nieprzerwanie do 2009, gdy zastąpił go Daniel Srb. W 2000 Anto Đapić kandydował w wyborach prezydenckich, otrzymując w pierwszej turze głosowania 1,8% głosów. W 2005 objął urząd burmistrza Osijeku, który sprawował przez kilka lat. Później został przewodniczącym rady miejskiej. W 2013 wykluczono go z szeregów HSP. W 2019 ponownie kandydował w wyborach prezydenckich, uzyskując w pierwszej turze 0,2% głosów.